# Eustachio I di Boulogne
Eustachio di Boulogne, in francese Eustache Ier, dit à l'œil [perçant] (995 circa – 1049 circa) fu conte di Boulogne  dal 1033 al 1049.

## Origine
Era l'unico figlio del conte di Boulogne, Baldovino II e della moglie (come ci viene confermato dalle Europäische Stammtafeln, Vol. II, cap. 2 -non consultate-) Adelina d'Olanda, figlia del conte d'Olanda, Arnolfo d'Olanda (950-993), e Liutgarda di Lussemburgo (955-1003), sempre confermato dalle Europäische Stammtafeln, Vol. II, cap. 2 (non consultate).
Baldovino II di Boulogne era il figlio primogenito del Conte di Boulogne, Arnolfo III e della moglie di cui non si conoscono né il nome né gli ascendenti. Era discendente del casato di Fiandra, da Baldovino II e suo bisnonno, Adalolfo, era il fratello del conte di Fiandra, Arnolfo I, come viene confermato dal Cartulaire de l'abbaye de Saint-Bertin.
Il conte di Fiandra, Baldovino IV era cugino di suo padre.

## Biografia
Verso il 1015, Eustachio, secondo la Genealogica comitum Buloniensium sposò Matilde di Lovanio, figlia del Conte di Lovanio, Lamberto I e di Gerberga di Lorena (975-1018), figlia del Duca della Bassa Lorena, Carlo (figlio del re di Francia carolingio, Luigi IV d'Oltremare.
Secondo il Chronicon Centulense o Chronique de l'abbaye de Saint-Riquier, suo padre, il conte Baldovino fu ucciso in combattimento, nel 1033, dal conte di Ponthieu Enguerrand I, che poi ne sposò la vedova, Adelina d'Olanda (il matrimonio tra Adelina ed Enguerrand ci viene confermato dalle Europäische Stammtafeln, vol II, cap. 2, non consultate), e si impossessò temporaneamente del ducato di Boulogne, assumendo il titolo di conte.
Alla morte del padre, Eustachio gli succedette nel titolo di conte di Boulogne, come Eustachio I.
Eustachio I (Eustachius comes) viene citato in due documenti degli Actes et documents anciens intéressant la Belgique: 
- nel primo, datato 1061, viene ricordato come uno degli autori di una donazione all'abbazia di Saint-Amand, avvenuta tra il 1049 ed il 1056[9]
- nel secondo, datato 1125, in cui il conte di Fiandra, Carlo I, conferma una proprietà a un'abbazia di Lilla, facendo riferimento a una donazione del suo predecessore, Baldovino V, conte dal 1035 al 1067, citato con la moglie, Adele, Eustachio (Eustachio scilicet comite Bolonie) ed altri[10].

Eustachio I morì, nel 1049, e fu inumato a Samer.
 Gli succedette nel titolo di conte di Boulogne il figlio maggiore, Eustachio II, mentre la contea di Lens andò al figlio terzogenito, Lamberto, come Lamberto II.

## Discendenza
Eustachio I da Matilde ebbe quattro figli:
- Eustachio[5] (circa 1020 - circa 1088), conte di Boulogne
- Goffredo[11] (? - circa † 1095), vescovo di Parigi, come ci conferma la Flandria Generosa[11].
- Lamberto[5] (? - † 1054), conte di Lens
- Gerberga (? - 1049), sposò il Duca della Bassa Lorena (Lotaringia)Federico (Gerbergam, Friderici ducis uxorem)[12] (1003 † 1065); il matrimonio viene confermato anche dal Auberti Miræi [...] Opera diplomatica et historica, tomus I[13].

## Ascendenza
|                                 |                              |                                | Genitori                                         |  |  | Nonni |  |  | Bisnonni                      |  |  | Trisnonni                   |  |
|                                 |                              |                                |                                                  |  |  |       |  |  | Arnolfo II, conte di Boulogne |  |  | Adalolfo, conte di Boulogne |  |
|                                 |                              |                                |                                                  |  |  |       |  |  | Arnolfo II, conte di Boulogne |  |  | Adalolfo, conte di Boulogne |  |
|                                 |                              | …                              |                                                  |  |  |       |  |  | Arnolfo II, conte di Boulogne |  |  |                             |  |
| Arnolfo III, conte di Boulogne  |                              |                                |                                                  |  |  |       |  |  | Arnolfo II, conte di Boulogne |  |  |                             |  |
|                                 |                              | …                              | …                                                |  |  |       |  |  |                               |  |  |                             |  |
|                                 |                              | …                              | …                                                |  |  |       |  |  |                               |  |  |                             |  |
|                                 |                              | …                              | …                                                |  |  |       |  |  |                               |  |  |                             |  |
| Baldovino II, conte di Boulogne |                              | …                              |                                                  |  |  |       |  |  |                               |  |  |                             |  |
|                                 |                              | …                              | …                                                |  |  |       |  |  |                               |  |  |                             |  |
|                                 |                              | …                              | …                                                |  |  |       |  |  |                               |  |  |                             |  |
|                                 |                              | …                              | …                                                |  |  |       |  |  |                               |  |  |                             |  |
| …                               |                              | …                              |                                                  |  |  |       |  |  |                               |  |  |                             |  |
|                                 |                              | …                              | …                                                |  |  |       |  |  |                               |  |  |                             |  |
|                                 |                              | …                              | …                                                |  |  |       |  |  |                               |  |  |                             |  |
|                                 |                              | …                              | …                                                |  |  |       |  |  |                               |  |  |                             |  |
| Eustachio I, conte di Boulogne  |                              | …                              |                                                  |  |  |       |  |  |                               |  |  |                             |  |
|                                 | Teodorico II, conte d'Olanda | Teodorico I, conte d'Olanda    |                                                  |  |  |       |  |  |                               |  |  |                             |  |
|                                 | Teodorico II, conte d'Olanda | Teodorico I, conte d'Olanda    |                                                  |  |  |       |  |  |                               |  |  |                             |  |
|                                 | Teodorico II, conte d'Olanda | Geva                           |                                                  |  |  |       |  |  |                               |  |  |                             |  |
| Arnolfo, conte d'Olanda         | Teodorico II, conte d'Olanda |                                |                                                  |  |  |       |  |  |                               |  |  |                             |  |
|                                 |                              | Ildegarda di Fiandra           | Arnolfo I, conte di Fiandra                      |  |  |       |  |  |                               |  |  |                             |  |
|                                 |                              | Ildegarda di Fiandra           | Arnolfo I, conte di Fiandra                      |  |  |       |  |  |                               |  |  |                             |  |
|                                 |                              | Ildegarda di Fiandra           | Adele di Vermandois                              |  |  |       |  |  |                               |  |  |                             |  |
| Adelina d'Olanda                |                              | Ildegarda di Fiandra           |                                                  |  |  |       |  |  |                               |  |  |                             |  |
|                                 |                              | Sigfrido, conte di Lussemburgo | Vigerico di Bidgau, conte palatino di Lotaringia |  |  |       |  |  |                               |  |  |                             |  |
|                                 |                              | Sigfrido, conte di Lussemburgo | Vigerico di Bidgau, conte palatino di Lotaringia |  |  |       |  |  |                               |  |  |                             |  |
|                                 |                              | Sigfrido, conte di Lussemburgo | Cunegonda                                        |  |  |       |  |  |                               |  |  |                             |  |
| Liutgarda di Lussemburgo        |                              | Sigfrido, conte di Lussemburgo |                                                  |  |  |       |  |  |                               |  |  |                             |  |
|                                 |                              | Edvige di Nordgau              | Eberardo IV, conte di Nordgau                    |  |  |       |  |  |                               |  |  |                             |  |
|                                 |                              | Edvige di Nordgau              | Eberardo IV, conte di Nordgau                    |  |  |       |  |  |                               |  |  |                             |  |
|                                 |                              | Edvige di Nordgau              | Luitgarda di Lotaringia                          |  |  |       |  |  |                               |  |  |                             |  |
|                                 |                              | Edvige di Nordgau              |                                                  |  |  |       |  |  |                               |  |  |                             |  |

### Fonti primarie
- (LA)  Cartulaire de l'abbaye de Saint-Bertin.
- (LA)  Monumenta Germaniae Historica, Scriptores, tomus IX.
- (LA)  Monumenta Germaniae Historica, Scriptores, tomus XXV.
- (LA)  Actes et documents anciens intéressant la Belgique.
- (LA)  Auberti Miræi [...] Opera diplomatica et historica, tomus I.

### Letteratura storiografica
- (FR)  Chronicon Centulense ou Chronique de l'abbaye de Saint-Riquier.
- (EN) Europäische Stammtafeln: Tables of Contents for volumes 1-23 (PDF) [collegamento interrotto], su cybrary.uwinnipeg.ca.